# Obediëntie (ridderorde)
Een ridderorde die in meerdere takken uiteen is gevallen en dus twee of meer grootmeesters kent wordt in het orderecht geacht meerdere obediënties (van "oboedire", Latijn voor gehoorzamen) te kennen. Voorbeelden zijn de Orde van het Gulden Vlies, de Constantinische Orde in Parma en Napels, de Orde van Sint-Lazarus en de Orde van Sint-Stanislaus die zelfs vier, onderling ernstig verdeelde, obediënties kent. De Orde van de Gouden Leeuw van Nassau heeft twee grootmeesters en is in Nederland een huisorde van het Huis Oranje-Nassau waar hij in Luxemburg een staatsorde is.
Ook hier zouden de ridders die door een van beide grootmeesters zijn benoemd zich tot een van beide obediënties kunnen rekenen maar er is duidelijk sprake van één enkele ridderorde.